# Coelogyne mayeriana
Coelogyne mayeriana là một loài phong lan.

## Hình ảnh

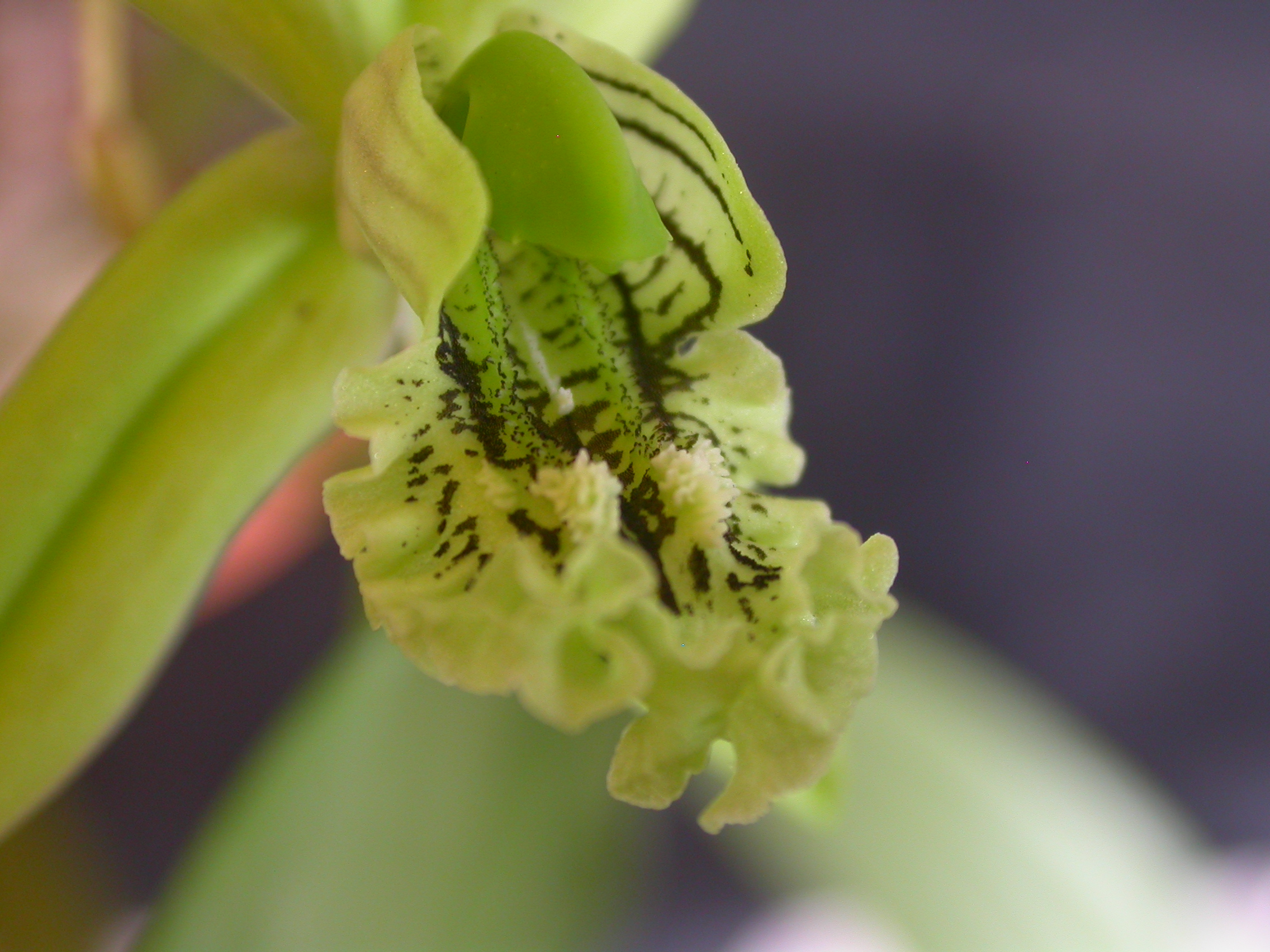